# Тукски Алпи
Тукски Алпи (на немски Tuxen Alpen) е масив в Австрийските Алпи, разположен между Цилерталските Алпи и долината на река Ин. Понякога считан за част от Цилерталските Алпи. Обхваща северната и по-ниска част на Тукския хребет, който заема тяхната западна част. Най-високият връх на хребета е Олперер (3476 м). От него билото се разделя на две - едната част остава в Цилерталските Алпи, а другата съставлява самостоятелен масив. В действителност Тукските Алпи започват от прохода Туксерьох (2338 м) в подножието на Олперер. Оттам, подобно на ветрило, няколко хребета се спускат към Ин в различни посоки. Върховете са високи преобладаващо между 2500 и 2900 м. и макар да притежават алпийски вид, не са така скалисти, както върховете на околните масиви. Затова понякога те се разглеждат като Предалпи. Няма запазени ледници. Най-високият връх е Лузимер Рекнер (2886 м).

Името произлиза от селото Тукс в долината Цилертал - източна граница на масива.